# 對馬裕佳子
對馬 裕佳子（つしま ゆかこ、1982年7月12日 - ）は、日本のダーツプレイヤーで実業家。左利き。
ニックネームはゆかぷ。りんごの国、青森県つがる市（旧西津軽郡）出身。たこ焼き菜々社長。

## 経歴
青森在住時代、ビリヤードに熱中していたが2004年4月、ひょんな事からダーツを始める。ダーツにのめり込むにしたがって、「ダーツを通じ自分の可能性へ挑戦したい」と考えるようになり、2008年に上京。同年10月、JDA認定プロ試験に合格し、プロ2期生としてPERFECTツアーに参戦。以降、左利きのダーツプロとして、日本各地で開催された大会で優勝や準優勝など、数々の成績を残す。

### ダーツにおけるプレイスタイル

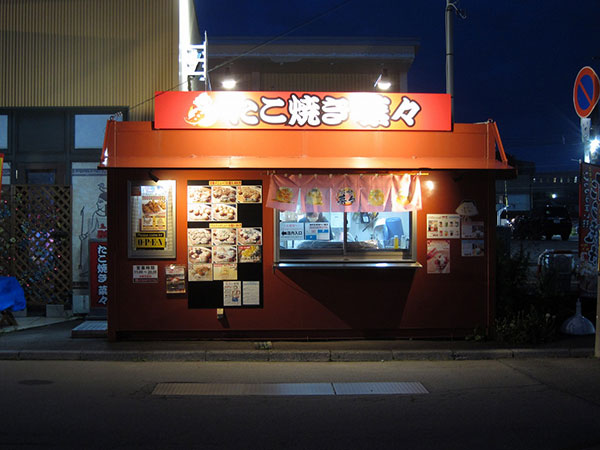
たこ焼き菜々湯川店の外観

座右の銘は「全員ぶっ倒す！」。どんな状況でも常に挑戦を忘れない、ファイト溢れるギリギリを攻めていくリスクテイカーと言える戦い方。その挑戦的なプレイスタイルは、プロ活動を休止中の現在も多くのファンに支持されている。

### プロ活動を休止し、実業家へ転身
プロ10年目を迎えた2017年秋、プロ活動を休止し、對馬自身のもう一つの夢だった"たこ焼き屋"になるため、突如北海道函館市へ移住。
創業25年（2017年当時）の「たこ焼き菜々」を引き継ぎ、函館市内で「たこ焼き菜々」2店舗を経営している。ダーツのプレイスタイルと同じように、挑戦的でこれまでにないスタイルのたこ焼き屋を追求している。

## 主な戦績

### 2008年
- うねりﾀﾞﾌﾞﾙｽ優勝
- D-tour青森ﾀﾞﾌﾞﾙｽ準優勝
- D-tour青森ｼﾝｸﾞﾙ優勝
- ｴﾚﾒﾝﾄ横浜ｼﾝｸﾞﾙ優勝
- DJO錦糸町ｼﾝｸﾞﾙ準優勝
- T.D.P横浜一日目ｼﾝｸﾞﾙ３位
- T.D.P横浜二日目ｼﾝｸﾞﾙ準優勝
- DJO府中ｼﾝｸﾞﾙ準優勝
- DJO千葉ｼﾝｸﾞﾙ３位
- ｽﾄﾛﾝｹﾞｽﾄ ﾀﾞﾌﾞﾙｽMAXﾌﾗｲﾄ優勝
- MJﾄｰﾅﾒﾝﾄ　ｼﾝｸﾞﾙ3位
- PERFECT最終戦3位ﾀｲ

### 2009年
- 湾岸9rd シングル優勝
- PERFECT開幕戦優勝
- SDF開幕戦　MAXフライトダブルス優勝
- SDF開幕戦　シングル準優勝
- EREMENT4th　シングル準優勝
- PERFECT第6戦 3位タイ
- 湾岸10rd シングル3位
- PERFECT第9戦 3位タイ
- EREMENT5th　シングル優勝
- 大阪バーサス1thシングル優勝
- T.D.P一日目MAXフライトダブルス優勝
- T.D.P一日目シングル 3位タイ
- T.D.P二日目MAXフライトダブルス優勝
- T.D.P二日目シングル優勝
- 新潟JETレディースシングル優勝

### 2010年
- 無我二日目シングル3位タイ
- JET石川シングル優勝
- SDF福島シングル準優勝
- ELEMENTダブルス優勝
- JET新潟シングル準優勝
- PERFECT静岡3位タイ
- ディメンションダブルス3位タイ

### 2011年度
- バーサスシングル3位
- DJO東京SRCシングル3位
- DMJC横浜ダブルス準優勝
- PERFECT愛媛3位
- JET横浜シングル3位
- PERFECT静岡3位
- DJO千葉Ⅱダブルス優勝
- DJO九州SRCシングル優勝
- DJO神戸MAXダブルス3位
- PERFECT名古屋準優勝
- DJO岐阜SRCシングル3位
- 台湾クラシックレディースシングル準優勝